# Caín

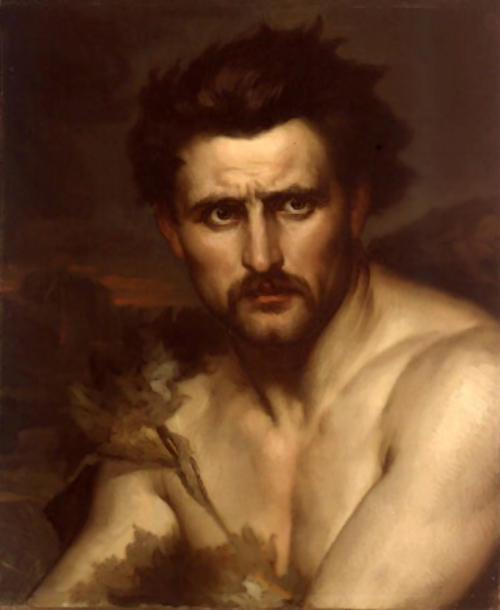
El Terror o Caín escuchando la voz de Dios. (La Terreur - Caïn fratricide entend la voix de Dieu), pintura de Xavier-Alphonse Monchablon, 1860. París, Escuela de Bellas Artes.

Caín (en hebreo: קַיִן, Qáyin, o bien: קָיִן, Qā́yin; en griego: Κάϊν, Káïn; en árabe: قابيل / قايين, Qābīl / Qāyīn) es un personaje del libro bíblico del Génesis, perteneciente a la tradición religiosa abrahámica, es decir judía, samaritana, cristiana e islámica. Es el hijo primogénito de Adán y Eva, los primeros seres humanos y hermano mayor de Abel.
Según el relato del Génesis, Caín era un labrador y Abel, pastor. Al ofrecer ambos un sacrificio a Dios, este aceptó la ofrenda de Abel y rechazó la de su hermano mayor, por lo que Caín, celoso, mató a su hermano. Dios lo castigó con el destierro, y le impuso una marca especial destinada a protegerlo de la venganza de sangre.
Caín junto a su esposa, quien era su hermana, según cuentan otros textos, se dirigió a la tierra de Nod, ubicada al este del Edén. Allí tuvo un hijo, llamado Enoc, y construyó una ciudad. El Génesis añade una genealogía parcial, que llega hasta Lamec y sus hijos, desciptos como héroes culturales que iniciaron la transhumancia, la música y la metalurgia. Su descendiente Naama fue, según algunas leyendas, la esposa de Noé.

## Nombre
Según el Génesis, el nombre Caín remite al verbo hebreo: «qana» (raíz trilítera: קנה, qnh ), que significa «adquirir» o bien: «poseer». En este sentido es usado por Eva (Génesis 4:1) cuando dice, después de dar a luz a Caín: «He adquirido (קָנִ֥יתִי, qānît̲î) un varón con el favor de Yahveh» (traducción: Biblia de Jerusalén). Esta etimología tradicional ha sido glosada por los eruditos judíos y cristianos; Najmánides, en el siglo XIII, señala que el nombre de Caín presagia su papel de dominio, poder y pecado. La proximidad entre las raíces קנה, qnh y קנא (qnʾ), es decir: «celos», han sido puestas en relación con el nombre Caín, quien, por celos mata a su hermano.
El apócrifo «Vida de Adán y Eva» del primer siglo de nuestra era, (Vida de Adán y Eva 21:3), propone otra etimología; dice, en efecto, que Caín trajo una caña (hebreo: קָנֶה, qāneh; arameo: קַנְיָא / ܩܢܝܐ, qanyā) a su madre y por ella recibió su nombre.
La palabra hebrea que da origen al nombre es, sin embargo, transparente: קֵין / qāyin, la cual significa «lanza» o «jabalina» y, por metonimia «artesano del metal» o «herrero». Historiadores y filólogos concuerdan en que Caín era, originalmente, el epónimo tribal de los ceneos o kenitas (קֵינִי / Qēni) pueblo del Néguev, vinculado a la metalurgia, al cual pertenecía el suegro de Moisés, Jetró.En este sentido, un héroe civilizador se transformó en el protagonista de un mito que explicaba el origen de la guerra y la violencia.

## En la Biblia

### El mito de Abel y Caín

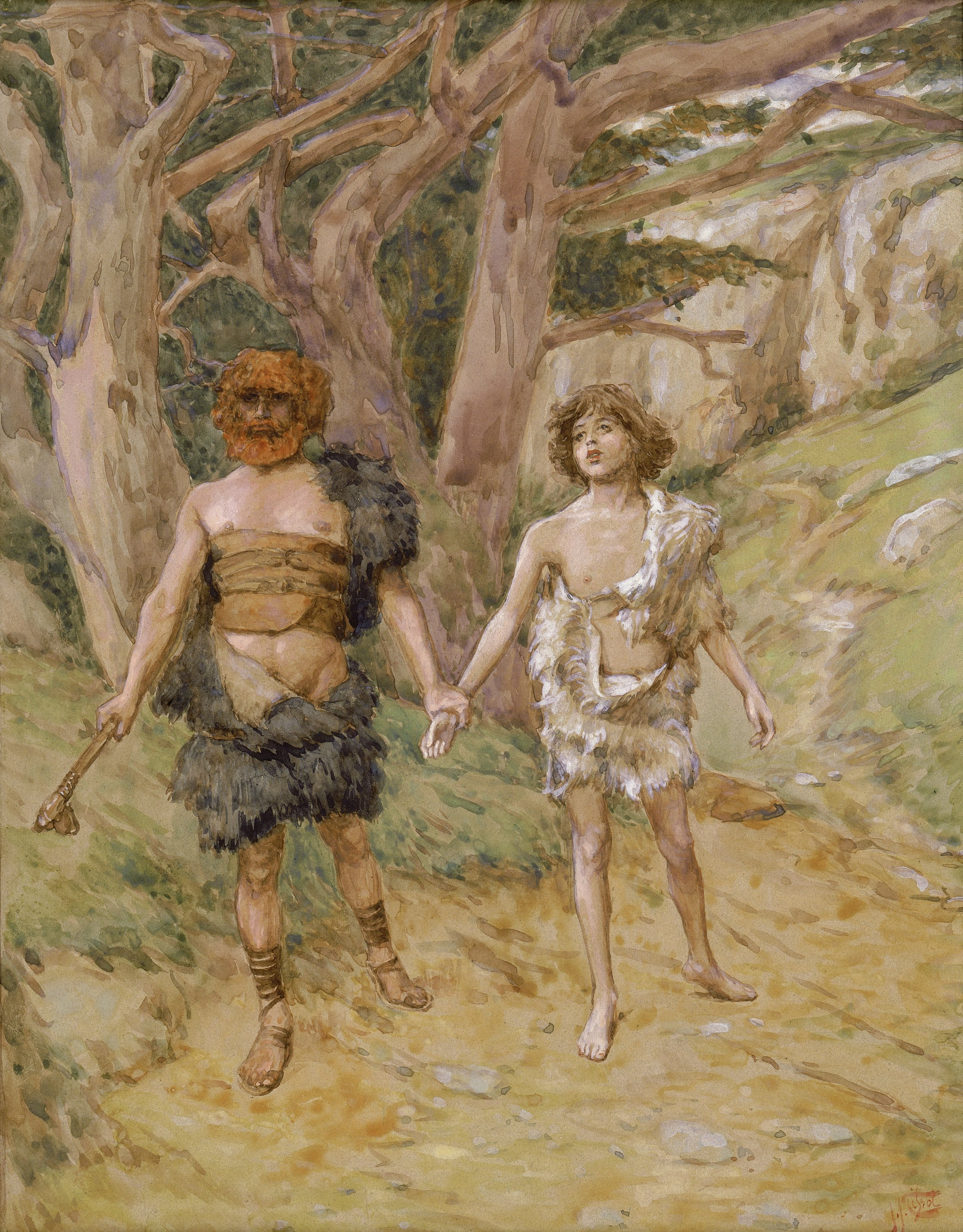
Caín conduce a su hermano Abel a la muerte (Cain leads Abel to death). James Tissot, entre 1892 y 1902, gouache sobre madera. Museo Judío de Nueva York.

Según el relato bíblico que aparece en el capítulo 4 del Génesis (versículos 1–18) Caín era el hijo primogénito de Adán y Eva, a continuación del cual nació Abel. La narración prosigue indicando que el primero era agricultor (en hebreo: עֹבֵ֥ד, ‘ōḇêḏ; originalmente, «siervo», por extensión, «labrador») y pastor (en hebreo: רֹ֣עֵה צֹ֔אן, rō‘êh ṣōn; literalmente «pastor de ganado menor», es decir ovejas y cabras), el segundo; ambos hicieron un sacrificio al dios Yahweh, quien aceptó (literalmente: «miró con agrado») la ofrenda del menor, pero rechazó («no tuvo en cuenta») la del primogénito.
Esto hizo enojar a Caín, quien fue confrontado por Yahweh:

«¿Por qué estás resentido y tienes la cabeza baja? Si obras bien podrás mantenerla erguida; si obras mal, el pecado está agazapado a la puerta y te acecha, pero tú debes dominarlo».
Génesis 4:6b-7. Traducción del Libro del Pueblo de Dios.

Caín, entonces, invitó al campo a su hermano y, una vez allí, lo mató.
Una vez más Yahweh y Caín dialogaron:

Yahweh preguntó a Caín: «¿Dónde está tu hermano Abel?». «No lo sé», respondió Caín. «¿Acaso yo soy el guardián de mi hermano?» Yahweh le replicó: «¿Qué has hecho? ¡Escucha! La sangre de tu hermano grita hacia mí desde el suelo.Por eso maldito seas lejos del suelo que abrió sus fauces para recibir la sangre de tu hermano derramada por ti. Cuando lo cultives, no te dará más su fruto, y andarás por la tierra errante y vagabundo».
Caín respondió a Yahweh: «Mi castigo es demasiado grande para poder sobrellevarlo. Hoy me arrojas lejos del suelo fértil; yo tendré que ocultarme de tu presencia y andar por la tierra errante y vagabundo, y el primero que me salga al paso me matará».
«Si es así, le dijo Yahweh el que mate a Caín deberá pagarlo siete veces». 
Y Yahweh puso una marca a Caín, para que al encontrarse con él, nadie se atreviera a matarlo.
Génesis 4:9-15. Traducción del Libro del Pueblo de Dios, se ha sustituido Señor por el nombre propio de este dios: Yahweh.

#### Castigo de Caín

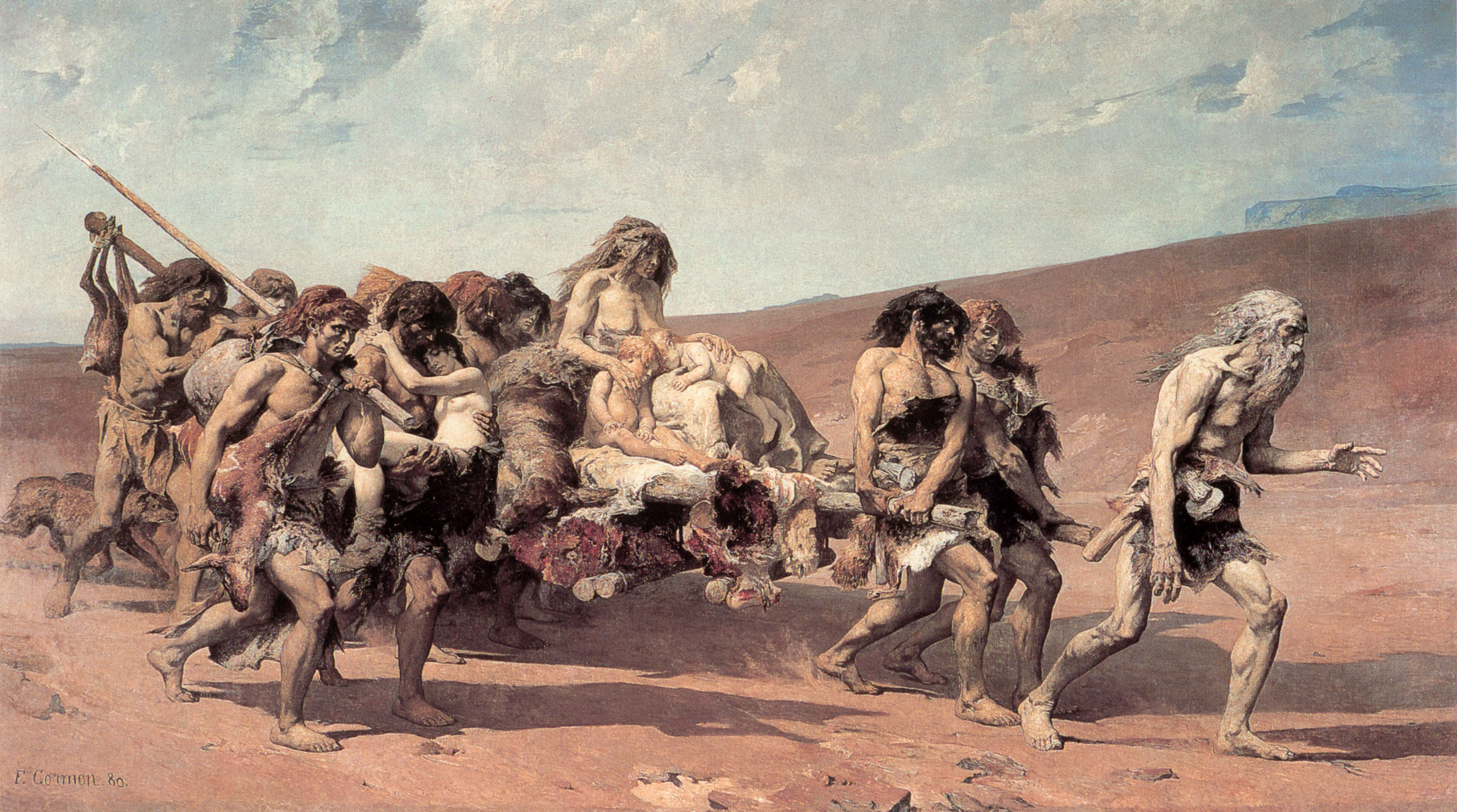
Caín y su clan huyen de la maldición divina (Cain). Fernand Cormon, 1860, óleo sobre lienzo. Museo de Orsay, París. El autor se inspiró en el poema de Víctor Hugo: La Leyenda de los Siglos. Primera Serie II, La Conciencia: Lorsque avec ses enfants vêtus de peaux de bêtes, Échevelé, livide au milieu des tempêtes, Caïn se fut enfui de devant Jéhovah...

El texto del Génesis indica que el dios Yahweh, identificado como el único Dios, había advertido previamente a Caín contra su inclinación al mal; comparando a este con un demonio: rabisu.Consumado el crimen, Yahweh hace justicia maldiciendo la tierra donde se cometió el asesinato y desterrando a Caín, quien es condenado a una vida errante (hebreo: נָ֥ע וָנָ֖ד, nā‘ wānāḏ: «tembloroso y fugitivo» o bien: «vagabundo y extranjero»). El reo se lamenta por tal sentencia y arguye que estará sujeto a la venganza de sangre que cualquiera pueda ejercer sobre él; la costumbre levantina, en efecto, preveía que, ante un homicidio, el criminal podía ser ejecutado sumariamente; por lo general por un pariente del muerto. En este caso Caín teme que alguno de sus hermanos, hijos de Adán y Eva mencionados en Génesis 5:4, lo encuentre y lo mate. A fin de prevenir esto, Yahweh declara que quien mate a Caín, deberá afrontar una venganza de sangre siete veces mayor y, como confirmación, pone una marca (hebreo: א֔וֹת, ’ōṯ, es decir: «un signo» o «señal») sobre Caín.
Caín es desterrado del país de Edén, la llanura en la cual se encontraba el Paraíso, del cual sus padres habían sido expulsados. Marcha al oeste, a una región llamada Nod (נ֖וֹד, nōḏ) palabra hebrea que significa: «errante». Allí conoció, es decir tuvo relaciones sexuales, con su esposa, la cual le dio un hijo llamado Enoc (hebreo: חֲנֹ֑וךְ, ḥănōḵ). El mito termina con la fundación, por parte de Caín, de una ciudad que lleva el mismo nombre de su hijo y un resumen de la genealogía cainita; culminando en Lamec, descendiente de Caín, quien se jacta de sus crímenes y proclama:

"Si siete veces será vengado Caín, Lamec lo será setenta veces siete.» Génesis 4:24. Traducción: Reina Valera.

### Desarrollos posteriores

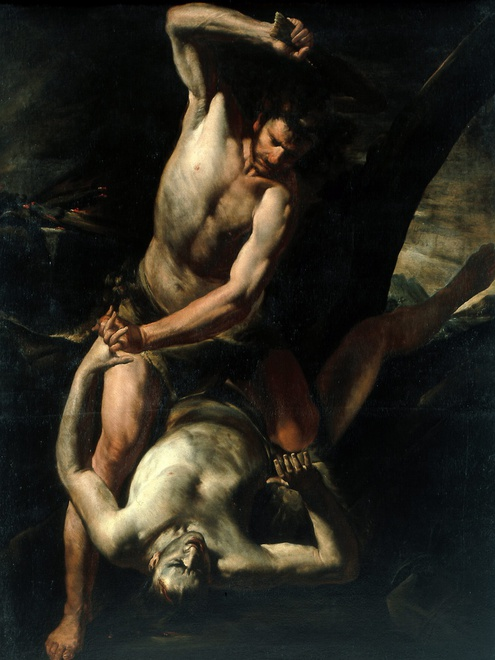
Caín asesina a Abel. Gioacchino Assereto, 1840, óleo sobre tela.Génova, colección particular.

El primer testimonio del mito aparece en el Génesis, cuyos manuscritos más antiguos, hallados en Qumrán, datan del siglo II a. C. El libro mismo puede haber sido redactado entre los siglos V a. C. y III a. C., aunque los materiales son anteriores. Estas narraciones han sido glosadas, comentadas y ampliadas por la tradición judeocristiana, de donde fueron tomadas por el islam. 

#### Tradición judeocristiana
Según el Libro de los Jubileos, cuya edición final suele ponerse en la segunda mitad del siglo II a. C., Caín asesinó a su hermano con una piedra, y él mismo, años después, fue asesinado por el mismo instrumento que utilizó contra su hermano, ya que su casa se derrumbó sobre él y sus piedras lo mataron.Al respecto se estableció una ley celestial que decía:

Con el mismo instrumento con que alguno matare a su prójimo, será muerto; conforme a la manera con que lo hirió, de igual manera se hará con él.
Libro de los Jubileos, 4:31 (original en ge'ez, traducción al español sobre la versión en inglés de George H. Schodde, Ph.D.)

En el siglo I de nuestra era, Filón de Alejandría, y más tarde el Tárgum Pseudo-Jonathan y la compilación denominada Pirkei De-Rabbi Eliezer afirmaron que Adán no era el padre de Caín; sino que éste era hijo del adulterio de Eva con el ángel caído Samael, identificado con la serpiente del Edén, lo que hace de Caín hijo de Eva y el demonio. Esta creencia se basaba en la peculiar construcción gramatical de  la exclamación de Eva, la cual puede leerse entenderse como: «He adquirido un varón por medio de un ángel del Señor».
Algunos autores cristianos compartieron la misma interpretación; Tertuliano, a partir del texto de la Primera Epístola de san Juan ( 3:10-12), afirmó que Caín tenía por padre a un demonio. En los textos gnósticos, Eva procrea con el Demiurgo, Yaldabaoth, según el Apócrifo de Juan, o bien es violada por los arcontes, según relata la Hipóstasis de los Arcontes.
El autor anómimo conocido como pseudo Filón de Alejandría, en su Liber Antiquitatum Biblicarum, al que se considera un texto judío del siglo I d. C., relata que Caín tomó como esposa a su hermana Themech y que, a la edad de 15 años asesinó a su hermano. Añade que, después de emigrar a la Tierra de Nod, tuvo otros tres hijos además de Enoc, a saber; Olad, Lizaf y Fosal, así como dos hijas, Citha y Maac; ninguno de los cuales se mencionan en la Biblia. Agrega que fundó siete ciudades: Enoc, Mauli, Leeth, Teze, Iesca, Celeth y Yebbath. La obra informa, por último, que Caín murió a la edad de setecientos treinta años. Su hijo Enoc se casó con una hija de Set, hermano menor de Caín.
La Vida de Adán y Eva, un grupo de apócrifos escritos en torno a los siglos I a. C. y III d. C., cuenta que Eva tuvo un sueño en el que Caín bebió la sangre de su hermano; en un intento de evitar que se cumpliera la profecía, los dos jóvenes fueron separados y se les asignaron diferentes como agricultor y pastor. En el Conflicto de Adán y Eva con Satán, del siglo V, se mencionan las hermanas gemelas de Caín y Abel, destinadas a ser sus esposas.

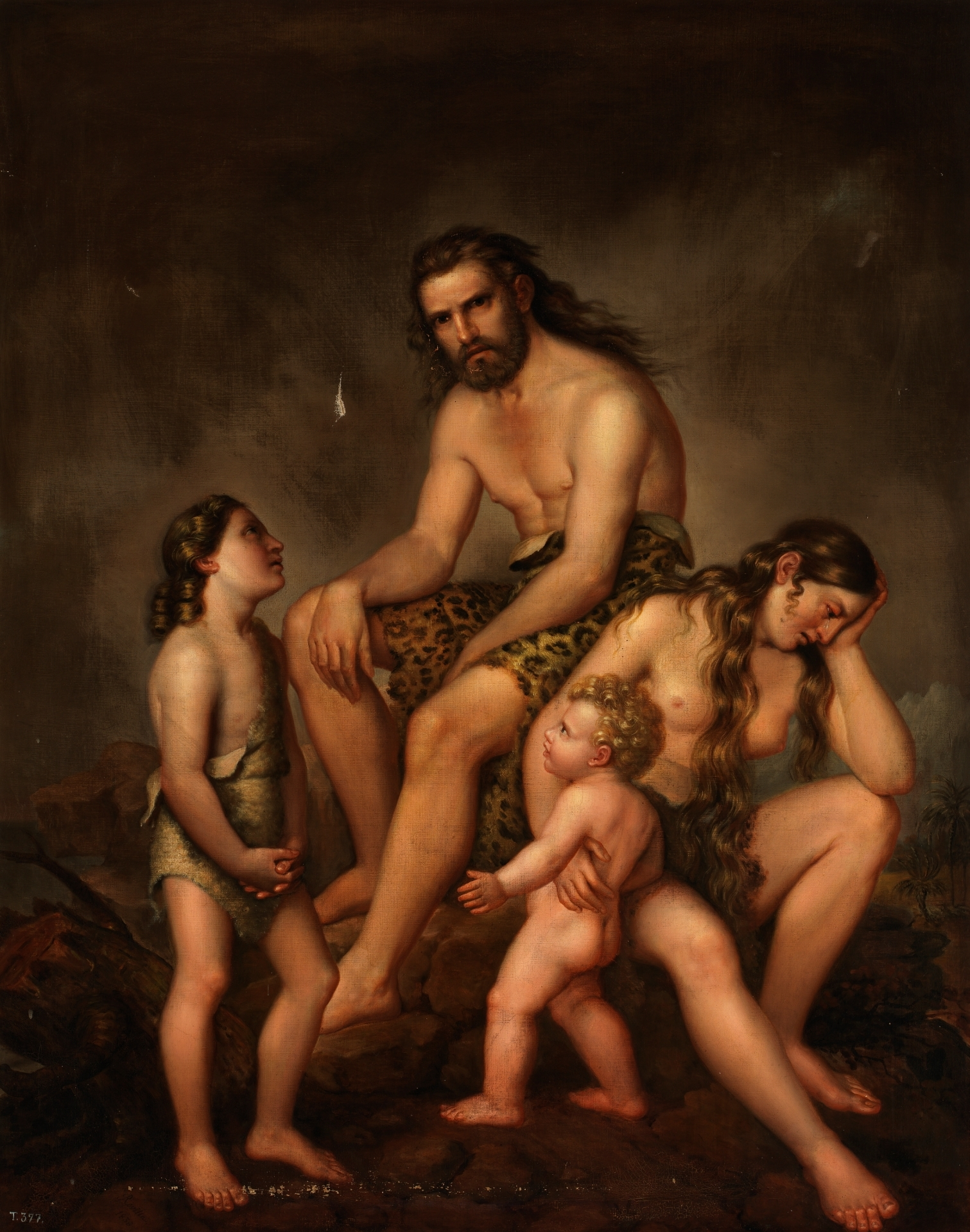
Caín y su familia después de la maldición divina. José de la Revilla, 1838, óleo sobre tela. Madrid, Museo del Prado.

La tradición rabínica señaló que Caín era un hijo de la ira, nacido de Satanás, quien negaba la existencia del juicio divino y hasta de Dios.La causa de su crimen no eran sus celos por la preferencia divina, sino la pretensión de casarse con la esposa de Abel, que era su hermana uterina en algunas versiones, y la gemela de su hermano, en otras.
Algunos rabinos indicaron que el arrepentimiento le había valido el perdón divino, ya que no había sido instruido en la prohibición del asesinato; excusa que ya no valdría en adelante. La marca colocada sobre él, lepra en algunos relatos, era el signo de haber sido ya juzgado. Dios lo había tratado como a un hombre que hubiera matado a otro sin premeditación y, por ello, lo envió al exilio, instruyendo a las bestias para que no lo matasen, incluso le dio un perro como protección. Otros comentarios dicen, no obstante, que las palabras de arrepentimiento de Caín no habían sido sinceras, sino fruto del temor,y que no había sido exiliado, sino que había huido de Dios para negar su omnipresencia.

Una tradición dice que Caín expió su crimen cuando una casa cayó sobre él. El relato más común, seguido por la tradición cristiana, cuenta lo siguiente: Lamec, descendiente de Caín, estaba ciego pero continuaba siendo un hombre cruel, aficionado a la caza y celoso de su territorio. Su hijo,Tubalcaín, le comunicó la presencia de un ser extraño en el bosque; una bestia o un merodeador. Lamec, entonces, si ver, disparó una flecha contra la presa, o el intruso, y de este modo mató a Caín, quien, condenado a errar, volvía a las tierras de su familia. Este acontecimiento, según el Libro de los Jubileos, coincidió con la muerte, en paz, de Adán. Al comprobar lo que había hecho, Lamec golpeó en su tristeza a su hijo Tubalcaín, y lo mató.Una leyenda cruzada, identificaba el lugar del hecho en la geografía de la Tierra Santa; a saber: el monte de Caín, «Cain Mons»", o, en el francés de entonces: «Caymont», donde edificaron un fuerte y tuvo su sede el señorío homónimo; actualmente Tel Yokneam en el estado de Israel. El lugar, sin embargo, nada tiene que ver con el mito de Caín y el nombre deriva, en última instancia, de la ciudad cananea de 'En-qn'mu, mencionada ya en el siglo XV a. C.

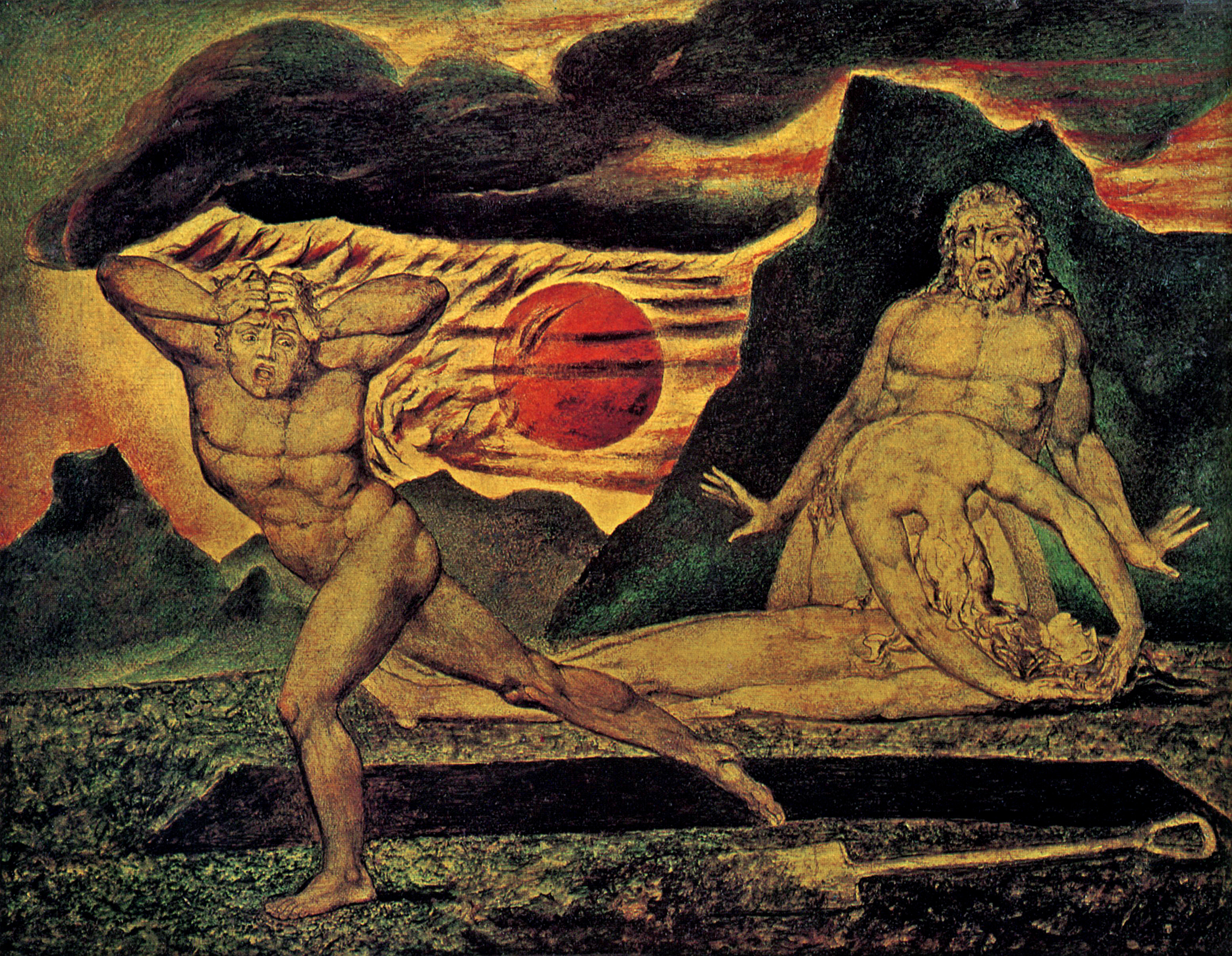
Adán y Eva encuentran el cuerpo insepulto de Abel. (The Body of Abel Found by Adam and Eve). William Blake, 1826, tinta, témpera y oro sobre caoba. Galería Tate, Londres.

##### La esposa prometida
En lo que se refiere al asesinato de Abel, además del enojo por la preferencia divina, los autores posteriores judíos y cristianos, añadieron los celos por una mujer. En efecto, para asegurar la propagación de la raza humana, Dios había dispuesto que junto con cada uno de los hijos de Adán naciera una niña destinada a ser su esposa, otros autores indican que la gemela, en realidad, debía ser dada en matrimonio al otro hermano. La hermana gemela de Abel, o bien la de Caín, destinada a su hermano, era de una belleza exquisita, y Caín la deseaba; por eso, comenzó a cavilar sobre la manera de apoderarse de ella.Según algunos se decidió que un sacrificio determinaría quien tomaría a la mujer por esposa, de manera que cuando Dios rechazó la ofrenda de Caín, esto implicó que la ansiada doncella fuera entregada a Abel. Desde este momento, el hermano mayor decidió matar al menor.

##### Muerte y sepultura de Abel
Durante una disputa entre los hermanos acerca de las tierras de pastoreo y la lana de las ovejas, ambos se enfrentaron en lucha; Abel era más fuerte y hubiera vencido, pero Caín le pidió clemencia y el gentil Abel lo soltó, entonces, de manera traicionera, el hijo mayor mató a su hermano menor.
El cuerpo de Abel quedó insepulto, era el primer humano en morir, y sus padres, Adán y Eva no sabían qué hacer con él; se sentaron junto al cadáver y lloraron. Al tiempo observaron cómo un cuervo rascaba la tierra en un lugar y luego escondía en la tierra un pájaro muerto de su propia especie; Adán, siguiendo el ejemplo, enterró el cuerpo de Abel, y el cuervo fue recompensado por Dios pues les concede su petición cuando ruegan por la lluvia.Otros relatos dicen que el cuervo fue enviado a Caín y que este enterró a su hermano.

#### Tradición islámica
En el Corán la historia de Caín se menciona en la azora 5, llamada Al Ma'ida (La mesa servida), aleyas 27a 32. Se repite el relato del Génesis con algunas interpretaciones y añadidos que se basan en la tradición judía. En este relato no se mencionan a los hermanos por su nombre, pero se alude al sacrificio y se dice que sólo el del más joven fue aceptado. Luego, cuando el hermano mayor amenazó con matar al menor, este respondió que no se resistiría porque temía a Dios y sabía que los injustos son retribuidos en el infierno; sin dejarse convencer por estas palabras, el mayor mató al menor.Aquel, cometido el crimen, buscó la manera de ocultar el cuerpo de su hermano y Dios envió un cuervo para escarbar en la tierra, lo que significaba enterrar al asesinado. Sólo entonces el hermano mayor se arrepintió de su acción. los tres versículos siguientes clasifican la gravedad de un asesinato según la ley islámica, pero prometen la misericordia de Dios en caso de arrepentimiento genuino.
Según la tradición islámica posterior Qâbîl era el hermano mayor, asesino de Hâbîl. Una tradición sunita relata que todos los hijos de Eva nacieron como gemelos uterinos: a cada hermano, le correspondía una hermana la cual debía ser casada con el otro hermano para evitar el incesto. El joven Hâbîl aceptó casarse con la hermana gemela de Qâbîl, llamada Lusia, Qâbîl, sin embargo, se negó a casarse con Aclima, la hermana de Hâbîl. A fin de resolver esta situación, decidieron ofrecer sacrificios a Dios, esperando el juicio divino; Hâbîl sacrificó su mejor animal, mientras Qâbîl ofreció la peor parte de la cosecha. En consecuencia, Dios aceptó el sacrificio de Hâbîl y juzgó contra Qâbîl.

## Caín como personaje mítico

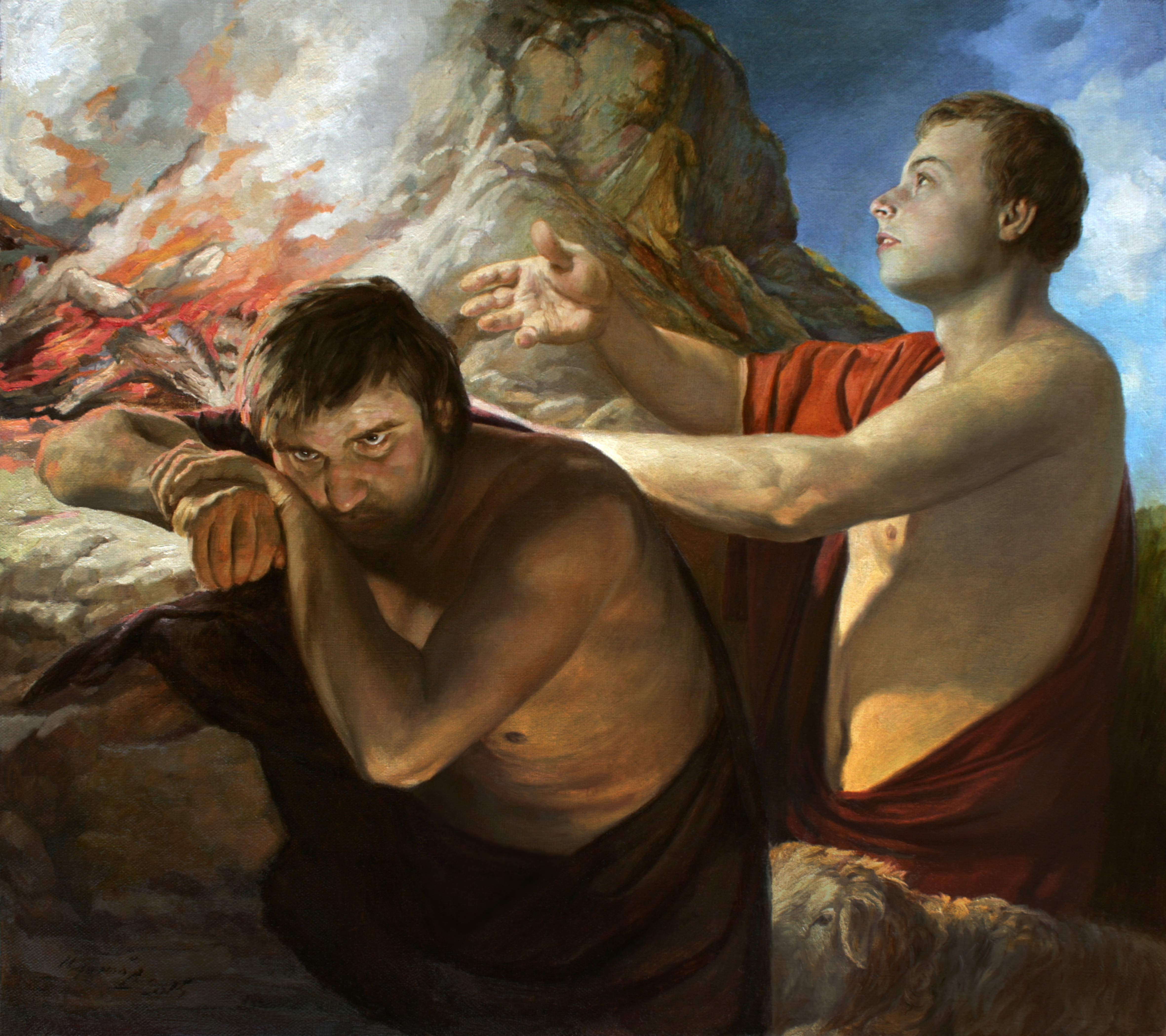
Caín y Abel (Каин и Авель). A. N. Mironov, 2015. Óleo sobre tela.

La descripción de Caín no es unívoca, pues depende de diversas tradiciones. En el relato original es un labrador que, exiliado, se convierte en transhumante y llega a ser el antepasado de los pastores que viven en tiendas, de quienes tocaban instrumentos de viento y de los broncistas o bien, los herreros. Sin embargo, también se lo considera el fundador de Enoquia, la primera ciudad, aunque una traducción alternativa atribuye tal inicitiva a Enoc, quien la habría nombrado en honor a su hijo Irad (que algunos identifican con la sumeria Eridu).
Filón y el Nuevo Testamento citan a Caín como ejemplo de injusticia y la tradición rabínica señaló que Caín era alguien incapaz de resistir sus pasiones. Sin embargo, reconocían algunos comentaristas, había sido sincero en su arrepentimiento y por eso la marca era una señal de perdón. Otros rabinos, no obstante, destacaron que Caín era iracundo, como verdadero hijo de Satanás.Aseguraban que negaba la existencia del juicio divino y hasta del mismo Dios como juez, sosteniendo que el mundo se debía al azar y no a la Providencia.Por tal motivo cabía dudar de la sinceridad de su arrepentimiento, que no era sino temor, y añadían que, lejos de haber sido exiliado, Caín había  había huido de la presencia divina creyendo, vanamente, que Dios no estaría en la tierra de Nod.

## Interpretaciones del mito

### Interpretaciones judías y cristianas
El mito ha planteado diversas preguntas a los exégetas. La primera de ellas es acerca de la aceptación y rechazo por parte del dios Yahweh, (identificado con el Dios único), de los sacrificios de Abel y Caín respectivamente.  
Algunos intérpretes han señalado la diferencia entre los bienes ofrecidos: los frutos del campo son incruentos y carecen de la sangre, que en el pensamiento del Antiguo Cercano Oriente, representa la vida; entregada a la divinidad. Además, al ser renovables con cada cosecha, no dejan en manos de Dios el destino del adorador. A esta lectura, moderna, se añade la exégesis midráshica, según la cual Abel trajo la mejor carne de su rebaño, pero Caín no apartó lo mejor de su cosecha, una idea que retomaron los estudiosos cristianos.
En el diálogo entre Dios y Caín, previo a la consumación del asesinato,  el Señor instruye a Caín acerca de la resistencia a las tentaciones. El pecado es personalizado como un demonio agazapado en el umbral, una imagen tomada del folklore mesopotámico, que espera el menor traspié del ser humano para atraparlo; este, sin embargo, tiene la opción de hacer lo que es justo, y ello conduce a la aceptación divina. Finalmente Dios conmina al hombre a dominar esos instintos que pretenden poseerlo. Al respecto se ha señalado que Dios mismo revela el motivo de su rechazo, Caín se había acercado al altar ya predispuesto al mal.
El libro del Génesis no da una razón específica para el asesinato de Abel, pero insinúa que se debió al enojo de Caín frente a la preferencia divina por la ofrenda de su hermano. Los comentaristas desarrollaron el tema, al indicar que el motivo central fueron los celos, aunque el mejor término sería envidia; en efecto, el autor de la  primera Epístola de Juan, dice:

No como Caín, que, al ser del Maligno, mató a su hermano. ¿Y por qué lo mató? Porque sus obras eran malas, mientras que eran justas las obras de su hermano.
1 Juan 3:12. Traducción: Biblia de Jerusalén, 4ta. edición en español.

Una exégesis antigua, que no está presente en el texto del Génesis, pero que se remonta a los primeros siglos de la era cristiana, agrega el motivo del deseo de Caín por la mujer más hermosa, destinada a Abel. Los exegetas rabínicos consideraron que a fin de evitar el incesto, cada hermano debía tomar como esposa a la gemela del otro; al pretender casarse con su propia hermana uterina, Caín desafiaba la halajá.

### Maldición y marca
En el relato del Génesis, Caín fue maldecido y condenado a una vida errante, pues habiendo sido maldecida la tierra por beber la sangre de Abel, ya no le daría frutos. De este modo pasó de ser un labrador sedentario a un nómade. La versión griega por su parte, dice que Caín es castigado con el dolor y el temor antes que con el destierro:

ὅτι ἐργᾷ τὴν γῆν καὶ οὐ προσθήσει τὴν ἰσχὺν αὐτῆς δοῦναί σοι στένων καὶ τρέμων ἔσῃ ἐπὶ τῆς γῆς.
Cuando labres la tierra, ella no te dará su fuerza; gemirás y temblarás sobre la tierra.
Génesis 4:12. Biblia Septuaginta. Versión en griego: Rahlfs, A. (1935; 9na edición, 1971). Stuttgart: Württembergische Bibelanstalt. Versión en español, traducida de:  Brenton, Lancelot Charles Lee, sir (1851). Greek Septuagint into English,

La condición de vagabundo de Caín, es decir carente de todo vínculo familiar, lo expone a la venganza de sangre. Cualquiera de sus hermanos, hijos posteriores de Adán y Eva, como así también sus descendientes, podrían tomar su vida y sería, según las costumbres del Antiguo Cercano Oriente, un acto legítimo. Dios, por lo tanto, impone sobre el asesino una marca para protegerlo de tal eventualidad, y añade que quien mate a Caín, deberá esperar un castigo septuplicado, es decir, total.  
Esta marca de Caín fue interpretada de diversas maneras, e incluso se la consideró parte del castigo antes que una protección. Algunos la imaginaron como un cuerno, otros, como una especie de lepra y, durante los siglos XVIII y XIX, se la identificó con la piel oscura; esto hizo de los africanos del área subshariana, los actuales descedientes de Caín y, por lo tanto malditos, postura refutada por otros que consideraban a Cam, hijo maldito de Noé, como el primer hombre de raza negra, o desvinculaban la raza de cualquier relato bíblico. Al respecto, La Perla de Gran Precio, una colección de textos que la iglesia de los Santos de los Últimos Días (mormones) estima divinamente revelados, describe a los descendientes de Caín como de piel oscura:

Y Enoc también vio al resto de los del pueblo, que eran los hijos de Adán; y eran una mezcla de toda la descendencia de Adán, salvo la de Caín, porque los de la posteridad de Caín eran negros, y no tenían cabida entre ellos.
Libro de Moisés 7:22. 
En: La Perla de Gran Precio. Tomado de la edición oficial en español de la Iglesia SUD.

El profeta y presidente de la mencionada iglesia, Brigham Young, aseguró en un discurso:

What is the mark? You will see it on the countenance of every African you ever did see....
¿Qué es la marca? La verán en el rostro de cada africano que hayan visto alguna vez...
Watt, George D. editor. "Brigham Young, 1852 February 5" (5 Feb 1852). Historian's Office reports of speeches, 1845-1885, ID: CR 100 317, p. 2. Salt Lake City: LDS Church History Library.

Recientemente, la Iglesia SUD ha emitido una declaración oficial  respecto al color de la piel, afirmando:

...la Iglesia rechaza las teorías propuestas en el pasado de que la piel negra es un signo de desaprobación o maldición divina, [...] Los líderes de la Iglesia hoy condenan inequívocamente todo racismo, pasado y presente, en cualquier forma.

Siguen manteniendo, sin embargo, que los descendientes de Caín, al igual que los de Cam hijo de Noé, eran de piel negra. 
La interpretación más común de la marca es, sin embargo, aquella que la considera una letra del alefato hebreo, aunque se discute cuál de ellas sea. El Zohar indica, con certeza, que se trató de la letra ו /vav/.
Respecto de Enoquia, la ciudad fundada por Caín, Filón de Alejandría observó que carecía de sentido atribuir al tercer ser humano sobre la Tierra la fundación de una verdadera ciudad; en su lugar entiende que la expresión se refiere, alegóricamente, a una filosofía injusta. Esta idea será retomada por san Agustín en La ciudad de Dios.

### Interpretación islámica
En la tradición islámica Caín, llamado Qâbîl  se enoja por el rechazo divino y amenaza de muerte a su hermano, este intenta consolarlo, diciendo que Dios solo acepta sacrificios de los temerosos de Dios. Sin hacer caso de sus palabras, Qâbîl mata a Abel, pero ante el hecho consumafo siente vergüenza y se maldice a sí mismo. El Corán afirma que la historia de Caín y Abel es un mensaje para la humanidad, el cual afirma que matar a una sola persona es como si hubiera matado a toda la humanidad.

## Legado
El mito de Caín dio origen a diversas leyendas, relatos y expresiones en el folklore judío, cristiano y musulmán, los cuales se hicieron comunes en Europa, África del Norte y el Cercano Oriente. A partir de ellos, numerosos artistas elaboraron obras escultóricas, literarias, musicales y pictóricas que recogieron el sino del personaje.

### Leyenda de Caín en la Luna
Una leyenda europea medieval narraba que Caín moraba en la Luna, donde podía vérselo cargando en un haz las espinas que, según la maldición, la había dado su trabajo en la gleba. El origen del relato es la pareidolia que ve en los mares de la Luna una figura humana. Dante se hace eco de esta creencia en el canto XX del Infierno, donde funciona como metáfora de la Luna:

... e tocca l'onda 
sotto Sobilia [Sevilla], Caino e le spine
Ya Caín, el haz de espino inclina, tras de Sevilla y la onda
Dante Alighieri, Commedia, Inferno XX, 125b-126.
Traducción española: B. Mitre.

### La barba de Caín
La expresión inglesa: Cain coloured beard, es decir, «barba del color de Caín», se refiere a la amarilla o rojiza y se basa en representación del mismo, y también de Judas, con barbas de dicho color en antiguas pinturas y tapices. Shakespeare la utiliza en Las alegres comadres de Windsor (I, 4).

### Caín en el mormonismo
La Iglesia de los Santos de los Últimos Días, además de describirlo como de piel oscura, atribuye a Caín el origen de las sociedades secretas y del crimen organizado. En sus relatos, incluidos entre las Escrituras reveladas, lo llaman: Maestro Mahan (en inglés: Master Mahan), apodado «maestro del gran secreto». En efecto, según el Libro de Moisés y la Versión Inspirada del Génesis, Caín, enojado por el rechazo divino, hizo un pacto secreto con Satanás para que le diera el poder de matar a su hermano. Consumado el acuerdo, Caín exclamó: «Verdaderamente yo soy Mahan, el señor de este gran secreto, para poder asesinar para obtener ganancias», a lo que el autor comenta: «Por lo cual Caín fue llamado Maestro Mahan; y se glorificó en su maldad».Dentro del folklore mormón hay relatos acerca de encuentros entre miembros de la Iglesia y Caín, quien todavía continúa errando por la Tierra; en estas narraciones se lo describe como un hombre muy alto, peludo y de piel oscura que vaga por el mundo rogando a la gente que lo mate y tomen su maldición sobre sí mismos.

### Literatura
Al igual que otras figuras bíblicas prominentes, Caín, solo o en compañía de su hermano y víctima Abel, es protagonista de innumerables obras literarias. Una de las más antiguas apariciones literarias de Caín, fuera de textos bíblicos o similares, es su mención en el poema anglosajón Beowulf, donde se describe a Grendel y su madre como sus descendientes.
En el siglo XIX, Lord Byron dramatizó la historia bíblica en la obra Caín (1821), considerándolo como símbolo de un temperamento sanguíneo, provocado por la hipocresía y santurronería de Abel. Victor Hugo en su poema: La Conscience (1853), parte de la colección: La Légende des siècles, cuenta cómo Caín huye sin poder esconderse de la ira de Dios, retomando una vieja interpretación rabínica. También Charles Baudelaire  dedica un poema al tema: «Abel y Caín, en su libro "Las flores del mal" de 1857, donde se enfrentan las «razas» enemigas de la injusticia y la piedad.
Numerosos autores han hecho de Caín el protagonista, es el caso de la novela «Balada de Caín», de Manuel Vicent, la cual recibió el Premio Nadal en 1986; en ella el personaje deambula entre sus tiempos míticos y la realidad bélica de la región. También José Saramago escribió una novela narrando la historia de Caín desde su perspectiva personal, donde describe sus vagabundeos a lo largo de la Historia.
Otros escritores han reactualizado el mito, ubicándolo en los tiempos actuales; como Miguel de Unamuno en su novela Abel Sánchez, donde  reelabora el mito en la España de la época, a través de los protagonistas Joaquín Monegro y Abel Sánchez. Toda la novela se centra en la envidia de Joaquín hacia Abel. Hermann Hesse, en su novela Demian alude a Caín y Abel, agregando una interpretación subjetiva del mismo por la cual Caín es comparado a Prometeo, símbolo del intelecto y la libertad, desterrados del mundo por su audacia. Por el contrario en la novela «Al este del Edén» de John Steinbeck (1952), cuyo título alude a la tierra de Nod, se refierza la idea de un Caín que puede resistir la tentación del mal.
José Revueltas, en su novela corta «Los motivos de Caín» (1957), relaciona el mito con la guerra de Corea y el enfrentamiento fratricida donde el protagonista es un desertor del ejército de Estados Unidos en Corea que torturó a un prisionero comunista de ascendencia también mexicana. Del mismo modo, Jorge Luis Borges, usa a Caín y Abel como metáfora en su poema: «Juan López y John Ward», publicado después de la guerra de Malvinas.
El escritor estadounidense Daniel Quinn interpretó el mito como una descripción de la oposición entre los primeros pastores semitas y el avance de la que llama: «agricultura totalitaria», representada por Caín.
En el siglo XXI, el dramaturgo argentino Mauricio Kartun, parodió el relato en su obra de teatro: «Terrenal (pequeño misterio ácrata)» de 2014.Allí, usando a la vez recursos del misterio medieval, de la literatura bíblica y del género chico criollo, el autor presenta a Caín como el primer capitalista de la Historia, mientras que Abel, su víctima, es un despreocupado humanista que vive a orillas del Tigris.

### Música
Caín es mencionado en numerosas obras musicales, especialmente canciones de rock y pop. En la lista siguiente, algunas de las más relevantes:
- Adam Raised a Cain, de Bruce Springsteen en el álbum: Darkness On The Edge of Town (1978). La canción se basa en la versión fílmica de la obra de Steinbeck: Al este del Edén.[91]
- Chapter Four, de la banda de metal alternativo Avenged Sevenfold, el título alude al capítulo del Génesis donde se relata la historia de Caín. [98]
- Bajo el signo de Caín, álbum y tema musical homónimo de Miguel Bosé.[99]
- Soga de Caín, del álbum Lobo suelto Cordero Atado, de Patricio Rey y sus Redondidos de Ricota. Es un tema instrumental y el título hace referencia a una planta alucinógena, la ayahuasca, conocida también como «soga de los muertos».[100][101]
- La Marca de Caín, álbum de estudio editado en 2007 de Skay.[102]